# Hoplocryptus coxator
Hoplocryptus coxator är en stekelart som först beskrevs av Carl Tschek 1871.
Hoplocryptus coxator ingår i släktet Hoplocryptus och familjen brokparasitsteklar. Inga underarter finns listade i Catalogue of Life.